# Rhipidocladum ampliflorum
Rhipidocladum ampliflorum là một loài thực vật có hoa trong họ Hòa thảo. Loài này được (McClure) McClure miêu tả khoa học đầu tiên năm 1973.